# Naraiv, Dubno
Naraiv (în ucraineană Нараів) este un sat în comuna Kneahînîne din raionul Dubno, regiunea Rivne, Ucraina.

## Demografie
Componența lingvistică a localității Naraiv
     Ucraineană (100%)
Conform recensământului din 2001, toată populația localității Naraiv era vorbitoare de ucraineană (100%).